# Szent György-szobor (Kolozsvár)
A kolozsvári Szent György-szobor (románul Statuia Sfântului Gheorghe) egy másolat, amely a Farkas utcai református templom előtt áll. Az eredeti művet 1373-ban készítette a Kolozsvári testvérpár, Márton és György, és jelenleg a prágai Szent György-kolostorban van. Másolata van a prágai Hradzsin udvarán is.

## Története
I. Ferenc József király a prágai Szent György-szoborról két gipszmintát készíttetett, ezek közül az egyiket az Erdélyi Múzeumnak ajándékozta. Az 1900-as évek elején Kolozsvárott gyűjtést indítottak a gipszminta alapján készítendő bronzszobor felállítására. A másolat Róna József budapesti öntödéjében készült el és 1904. szeptember 28-án leplezték le az Arany János téren (utóbb Szent György, Gheorghe Sion, Béke, jelenleg Lucian Blaga tér). A korhű talapzatot a Műemlékek Országos Bizottságának Kolozsvárt tartózkodó műépítésze, Lux Kálmán készítette. Itt állt 1961-ig, amikor a tér átépítése során a Diákművelődési Ház építésekor a Farkas utcai református templom elé költöztették. Ekkor talapzatáról a magyar feliratot eltüntették, s helyébe a prágai eredeti szövegét vésték, amiből viszont már nem derül ki, hogy a prágai szobor másolata. A szobrot a kolozsváriak, a Mátyás királyéhoz viszonyított kis mérete miatt, tréfásan Gyurica-szobornak is nevezték.

## További másolatok
Ma Budapesten a szobornak több másolata ismert. Egyik köztéren felállított példánya a Halászbástya lépcsősorának alján található. Egy másik az Epreskertben, a Magyar Képzőművészeti Egyetem intézetének parkjában látható. Belső térben a Magyar Nemzeti Múzeumban és a Budapesti Műszaki és Gazdaságtudományi Egyetemen is látható egy-egy példány. 
Magyarországon vidéken Szegeden áll e nevezetes szobor másolata, mivel az első világháború után a kolozsvári egyetem Szegedre költözött.
2012. május 5-én Sepsiszentgyörgyön is felállítottak a szoborról egy másolatot.

## Szoborváltozatok

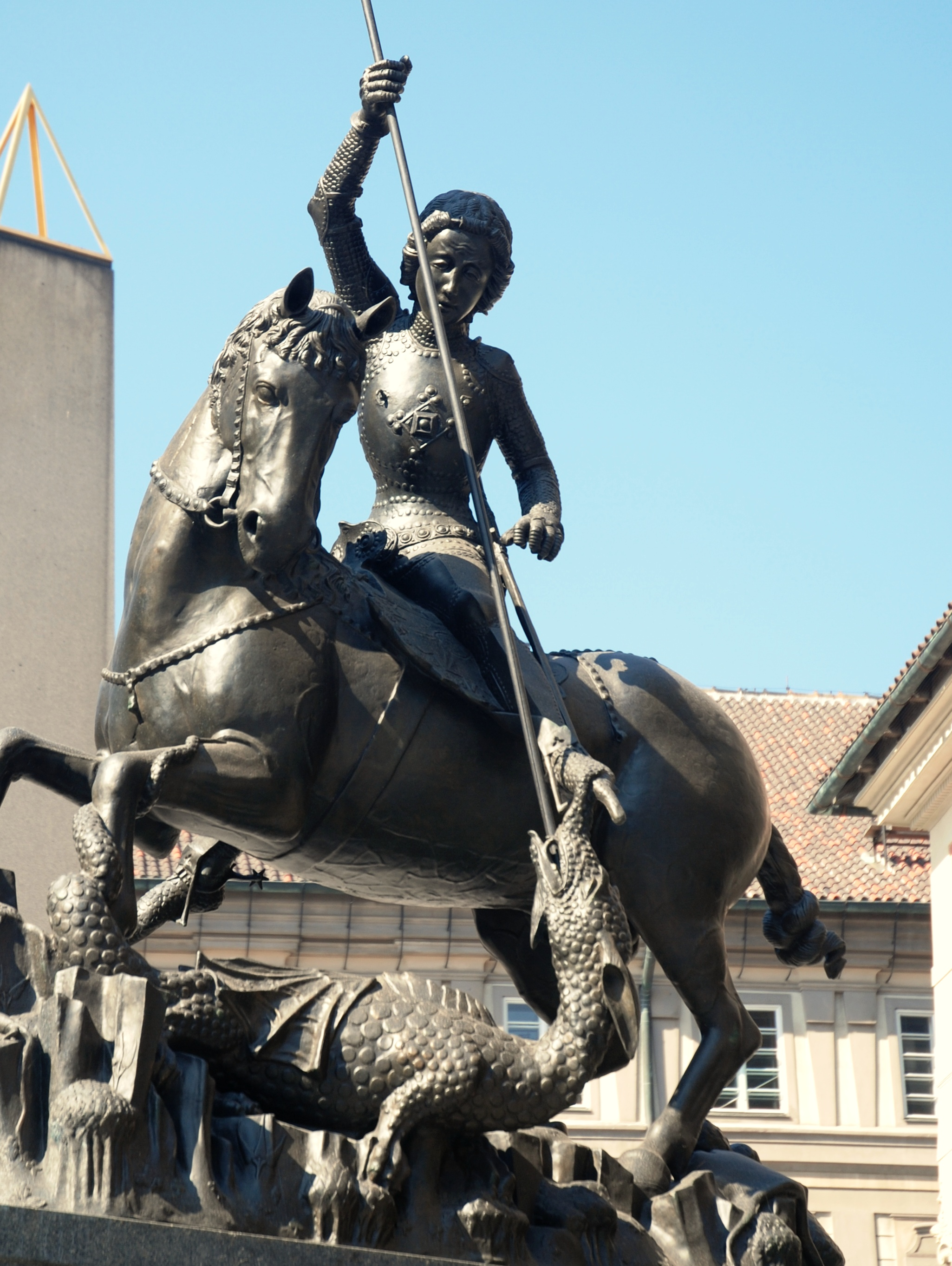
Prágában
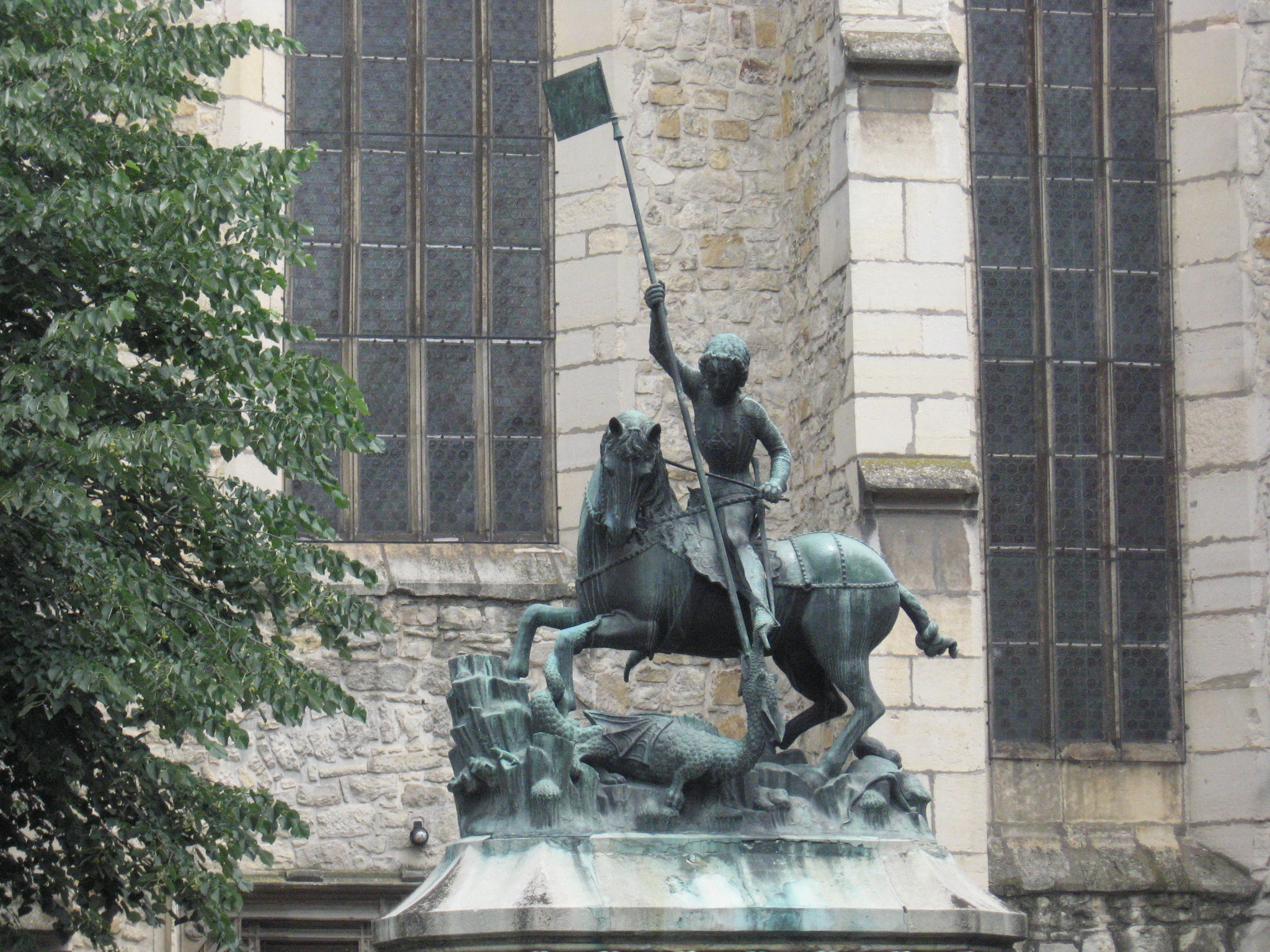
A kolozsvári szobor
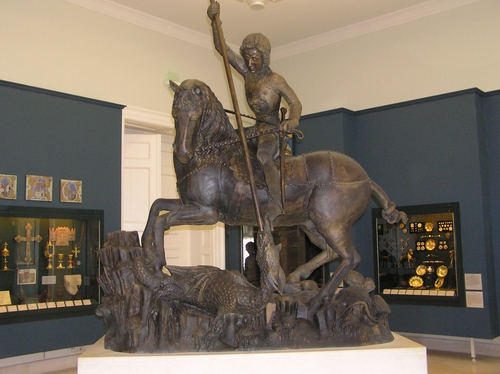
Másolat a Magyar Nemzeti Múzeum kiállításán
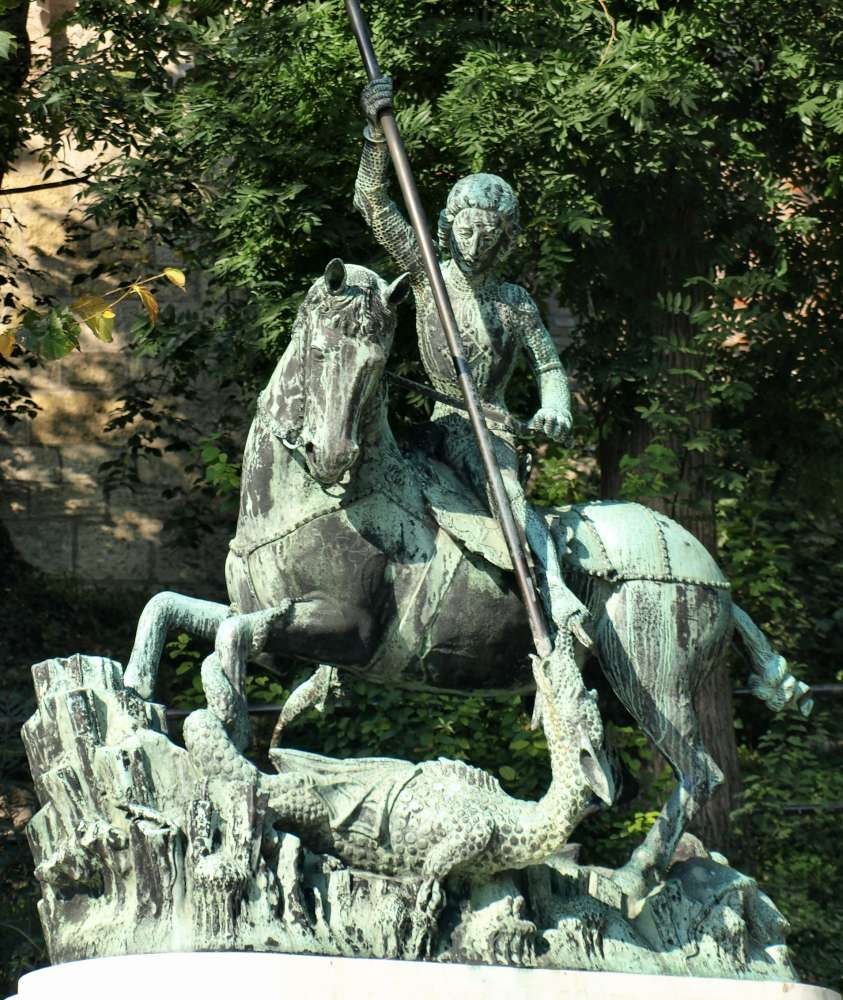
Budapest, Halászbástya
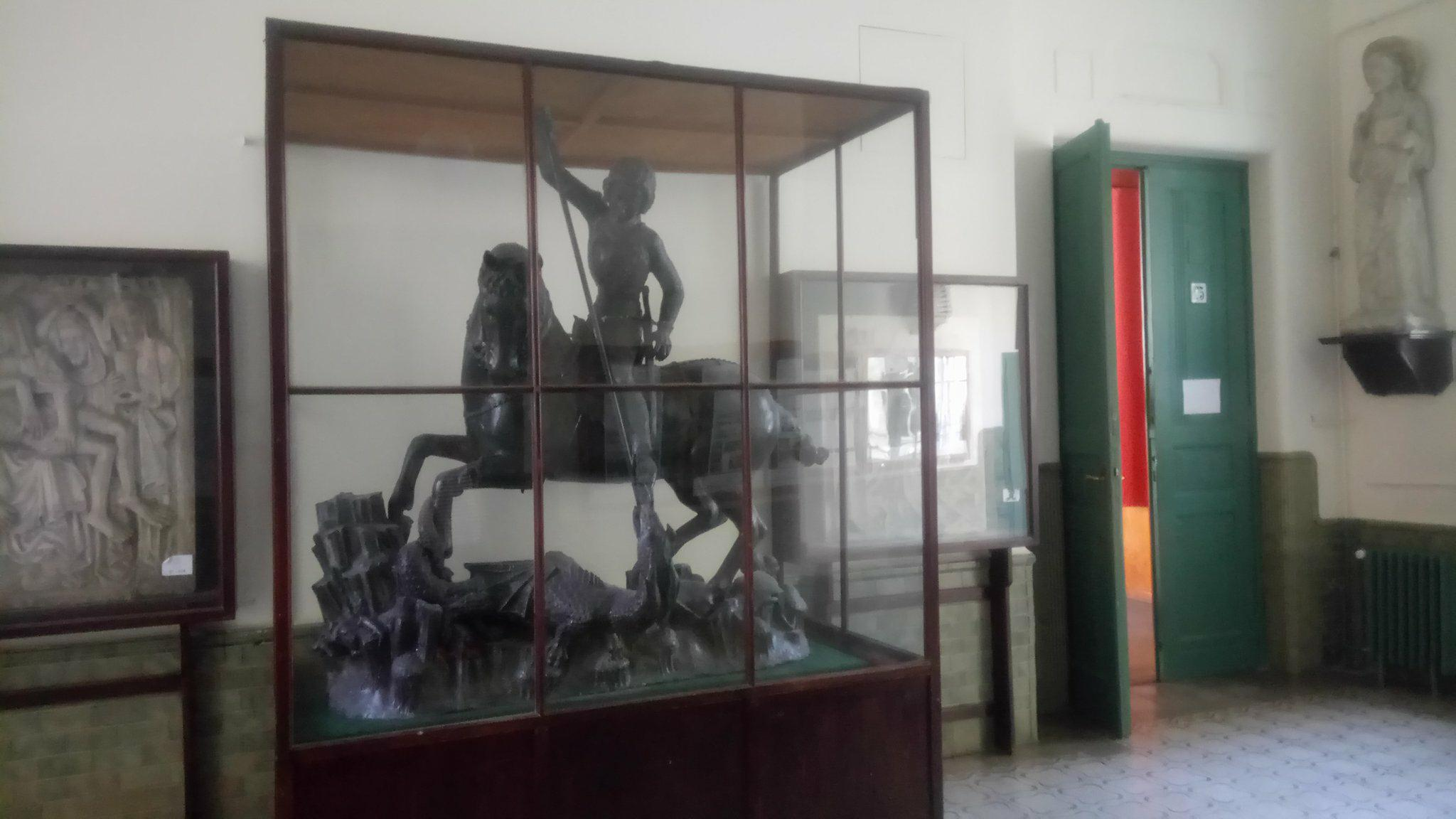
A szobor másolata a Budapesti Műszaki és Gazdaságtudományi Egyetem K épületének második emeletén.

## Külső hivatkozások
- A kolozsvári Szent György szobor a régi sajtóban[halott link] – Erdélyi Napló, 2005. március 26.